# Down the Road a Piece
«Down the Road a Piece» es una canción de boogie-woogie escrita por Don Raye.  En 1940 fue grabada por el Will Bradley Trio y se convirtió en un éxito, entrando en el Top 40 en los últimos meses de ese año. Calificado como "una poca aseada amalgama de ritmos de blues con unas vívidas y pegadizas letras", la canción se volvió a grabar por una gran variedad de artistas de jazz, blues y rock.

## Canción original
"Down the Road a Piece" fue grabada en 1940 por la Orquesta Will Bradley/Ray McKinley como "Will Bradley Trio" (un nombre poco apropiado ya que Bradley no ejecuta la canción, así como el compositor de propia canción, Don Raye, si hace). Se mencionan tres músicos en las letras:

The drummer man's a guy they call 'Eight Beat Mack'

And you remember Doc and ol' 'Beat Me Daddy' Slack

El batería es un tipo al que llaman 'Eight Beat Mack'

Y recordarás a Doc y al viejo 'Beat Me Daddy' Slack (traducción)

"Eight Beat Mack" se refiere al batería Ray McKinley, "Doc" se refiere al bajista Doc Goldberg, y "Beat Me Daddy Slack" hace referencia al pianista Freddie Slack (una referencia a "Beat Me Daddy, Eight to the Bar", un éxito grabado a principios de 1940 por Slack con la Bradley/McKinley Orchestra). La voces que se oyen en "Down the Road a Piece" fueron hechas por McKinley y Raye.

## Letras
Aunque las letras originales fueron usadas por Harry Gibson y Stan Kenton, ambos en 1945, y la Glenn Miller Orchestra (dirigida por Ray McKinley) en 1946, las siguientes grabaciones de "Down the Road a Piece" usualmente cambian las letras referidas a los músicos. Amos Milburn, que grabó la canción en 1946, comenzó la tradición de incluir la referencia a "Eight Beat Mack", pero cambiando la siguiente línea a "You remember me doggin' old Beat me Daddy Slack." Cuando Ella Mae Morse la cantó, eliminó Doc y Slack de las letras y los cambió por "Sam and Spider-Finger Jack", pero dejó la referencia a "Eight Beat Mack", a pesar del hecho que McKinley no estaba en el grupo y Slack si. En 1956, Merrill Moore cantó "Eight Beat Joe ... Beat Me Daddy Moe". Chuck Berry, que la grabó en 1960, cambió también las letras, quitando "Eight Beat Mack" y reemplazándolo por "Kicking McCoy", y reescribió muchas partes de la canción. La versión de Berry fue copiada por Manfred Mann en 1964, pero los Rolling Stones en 1965 cambiaron Kicking McCoy por Charlie McCoy, probablemente una referencia a Charlie McCoy. Foghat, Brownsville Station, y Bruce Springsteen siguieron esta misma fórmula. Aun así, a partir de 1990, muchos músicos han vuelto a la letra original de 1940.

## Influencia
En su autobiografía, Henry Mancini recordó que "Down the Road a Piece" inspiró su "Baby Elephant Walk" para la película de 1961 Hatari!: "Ví la escena [de los elefantes andando hacia el abrevadero] muchas veces [y] pensé, ' Si, ahí van ocho al bar', y eso me trajo algo a la mente, un antiguo boogie-woogie de Will Bradley llamado 'Down the Road a Piece'...  esos pequeños elefantes estaban bailando boogie-woogie, ocho hacia el bar. Como resultado escribí 'Baby Elephant Walk' as a result".
Gran variedad de artistas han grabado "Down the Road a Piece", en ocasiones con alguna variación en la música. Algunos de ellos son: Chuck Berry, Brownsville Station, Foghat, Harry Gibson, Joe Grushecky & The Houserockers con Bruce Springsteen, Stan Kenton, Jerry Lee Lewis, Manfred Mann, Glenn Miller Orchestra, Amos Milburn, Merrill E. Moore, Ella Mae Morse, the Rolling Stones, y Chuck E. Weiss.